# Barbaresco
Barbaresco (en français Barbaresque) est une commune italienne de moins de 1 000 habitants située dans la province de Coni dans la région Piémont dans le Nord-Ouest de l'Italie.

## Histoire
Ce territoire de zones boisées le long du Tanaro fut habité depuis la préhistoire par des populations barbares ligures, les Stazielli. Les Liguriens s’y réfugièrent par la suite pour échapper à la colonisation romaine sous l'empire d'Auguste.  Leur forêt sacrée, Martiningen fut ensuite dédiée au dieu Mars par les romains.
Le nom Barbaresco dérive du terme Barbarica silva. La première colonie romaine Villa Martis fut la première zone habitée de cette région. Elle comportait une taberna (four à briques) et fut reliée par une route romaine à travers la Valle della Martinenga à Alba Pompeia. La forêt de Barbarica sylva fit place pour des cultures vallonnées. 
Après la chute de l'Empire romain, les Langhe furent conquis par les Lombards, puis les Francs. Vers le Xe siècle, la Langa méridionale fut touchée par des raids sarrasins et le diocèse d'Alba appauvri fut assimilé par ordre du pape Jean XIII à celui d'Asti. Ce territoire était alors sous le contrôle de Roggero, qui devait affronter les adversaires Arduino, Aleramo et Oberto.
Au Moyen Âge furent construits la tour et le château, donnant le village fortifié actuel. La devise du village De Barbarisco turris et Arx date d’alors. Le ricetto piémontais fut une zone fortifiée où la population pouvait se réfugier en cas de danger. Le territoire de Barbaresco fut disputé entre les villes d'Asti et d'Alba et entre différents seigneurs pendant des guerres qui ont porté ces territoires sous différents pouvoirs, jusqu'à son rattachement final à la Savoie.
La municipalité de Barbaresco fut créée le 31 décembre 1798 dans le sillage de la Révolution française. En 1957, par un référendum, les habitants de la fraction de Treiso ont voté pour leur sécession de Barbaresco dans une municipalité indépendante.

## Économie
L'économie des XIXe et XXe siècles était purement agricole, influencée par la culture de la vigne.

## Monuments et patrimoine

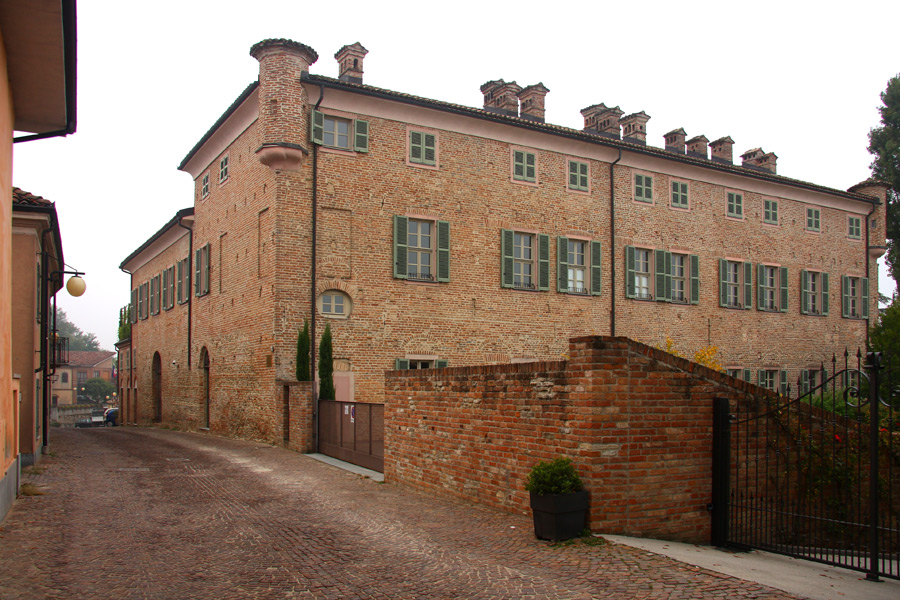
Le château.
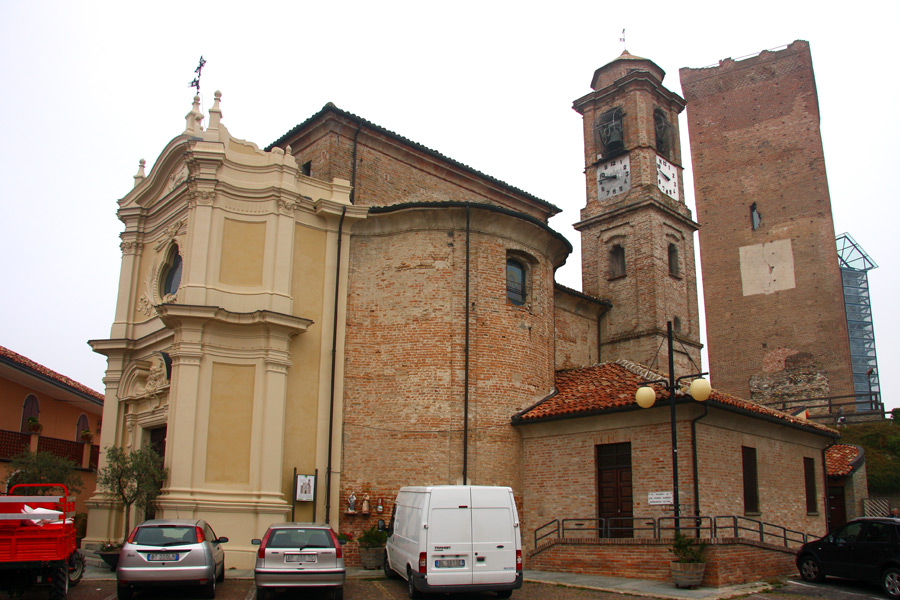
L'église paroissiale de Saint Jean-Baptiste et la tour médiévale.
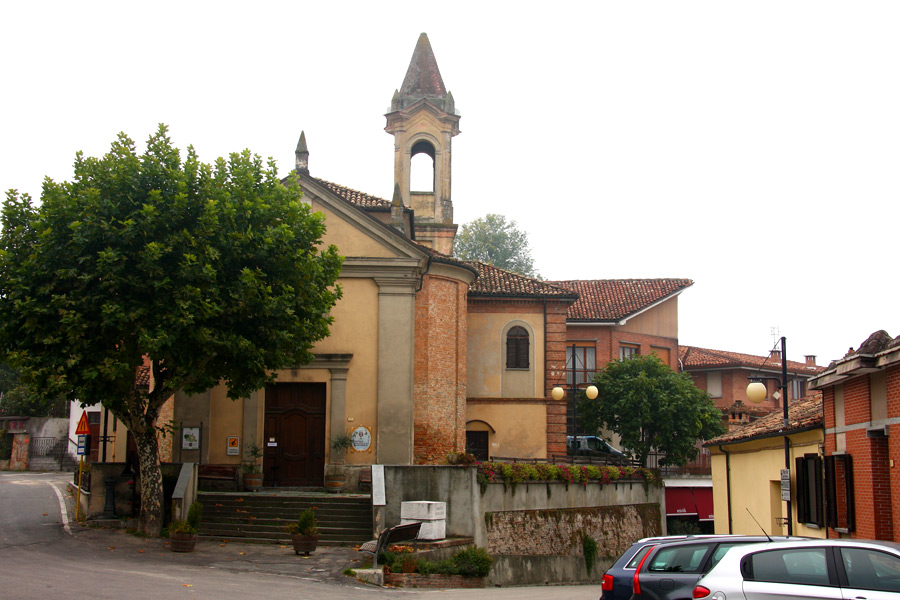
L'église San Donato, siège de l'énothèque régionale du Barbaresco.

## Administration
| Période                                  | Période   | Identité       | Étiquette    | Qualité |
| ---------------------------------------- | --------- | -------------- | ------------ | ------- |
| 29/05/2006                               | 5/06/2016 | Alberto Bianco | Lista Civica |         |
| 5/06/2016                                |           | Mario Zoppi    | Lista Civica |         |
| Les données manquantes sont à compléter. |           |                |              |         |

### Communes limitrophes
Alba, Castagnito, Guarene, Neive, Treiso

## Vin
Le Barbaresco (DOCG) est un vin rouge DOCG issu du cépage nebbiolo à robe profonde et intense, aux arômes de violette et de fruits, puis épicés. Il est tannique, concentré, avec une bonne acidité.
Règles de l'appellation :

- Aire de production : les territoires communaux complets de Barbaresco, Neive, Treiso et une partie de San Rocco Seno d'Elvio, dans le district d'Alba.

- Cépage unique nebbiolo dans ses variétés "Michet", "Lampia" et "Rosè"

- Rendement maximum de la vigne : 8 000 kg ou 52 hL par hectare

- Vieillissement obligatoire : 26 mois donc au moins 9 mois en fûts de chêne ou de châtaignier (quatre ans pour la Riserva)

- Degré d'alcool minimum : 12,5 % en volume

- Acidité totale minimum : 5 g/L

- Extraits secs minimum : 23 g/L